# Mesozoico
Na escala de tempo geológico, o Mesozoico (pré-AO 1990: Mesozóico) é a segunda das três eras geológicas do éon Fanerozoico que começou em 251,9 milhões de anos e terminou em 66 milhões de anos, aproximadamente. A era Mesozoica sucede a era Paleozoica e precede a era Cenozoica, ambas de seu éon. Divide-se nos períodos Triássico, Jurássico e Cretáceo, do mais antigo para o mais recente. É caracterizada pelo domínio de gimnospermas e de répteis arcossauros, como os dinossauros; um clima quente de estufa; e a ruptura tectônica da Pangeia.
A era começou na esteira do evento de extinção Permiano-Triássico, a maior extinção em massa bem documentada na história da Terra, e terminou com o evento de extinção Cretáceo-Paleogeno, outra extinção em massa cujas vítimas incluíram dinossauros não-aviários, pterossauros, mosassauros e plesiossauros. O Mesozoico foi uma época de significativa atividade tectônica, climática e evolutiva. A era testemunhou a divisão gradual do supercontinente Pangeia em massas de terra separadas que se moveriam para as suas posições atuais durante a era seguinte. O clima do Mesozoico era variado, alternando entre períodos de aquecimento e resfriamento. No geral, porém, a Terra era mais quente do que é hoje. Os dinossauros apareceram pela primeira vez no Triássico Médio e se tornaram os vertebrados terrestres dominantes no Triássico Superior ou no Jurássico Inferior, ocupando esta posição por cerca de 150 ou 135 milhões de anos até seu desaparecimento no final do Cretáceo. Os pássaros arcaicos apareceram no Jurássico, tendo evoluído de um ramo dos dinossauros terópodes, depois os verdadeiros pássaros desdentados apareceram no Cretáceo. Os primeiros mamíferos também apareceram durante o Mesozoico, mas permaneceriam pequenos–menos de 15 kg (33 lb)–até o Cenozoico. As plantas com flores surgiram no Cretáceo Inferior e se diversificariam rapidamente ao longo do final da era, substituindo coníferas e outras gimnospermas (sensu lato), como Ginkgoales, cicadáceas e Bennettitales como grupo dominante de plantas.

## Nomeação
A frase "Era dos répteis" foi introduzida pelo paleontólogo do século XIX, Gideon Mantell, que a via como dominada por diapsídeos como Iguanodon, Megalosaurus, Plesiosaurus e Pterodactylus.
O nome atual foi proposto em 1840 pelo geólogo britânico John Phillips (1800–1874). "Mesozoico" significa literalmente 'meia-idade', derivando do prefixo grego meso- (μεσο- 'entre') e zōon (ζῷον 'animal, ser vivo'). Desta forma, o Mesozoico é comparável às Eras Cenozoica (lit. 'nova vida') e Paleozoica ('velha vida'), bem como ao Éon Proterozoico ('vida anterior').
A Era Mesozoica foi originalmente descrita como a era "secundária", seguindo a "primária" (Paleozoico) e precedendo o Terciária.

## Períodos geológicos
Após o Paleozoico, o Mesozoico estendeu-se por cerca de 186 milhões de anos, desde 252,17 a 66 milhões de anos atrás, quando a Era Cenozoica começou. Este período de tempo é separado em três períodos geológicos.
- Triássico (252,17 a 201,3 milhões de anos atrás)
- Jurássico (201,3 a 145 milhões de anos atrás)
- Cretáceo (145 a 66 milhões de anos atrás)

O limite inferior do Mesozoico é definido pelo evento de extinção do Permiano-Triássico, durante o qual foi estimado que até 90-96% das espécies marinhas foram extintas, embora essas aproximações tenham sido questionadas por alguns paleontólogos estimando os números reais tão baixos quanto 81%. Também é conhecida como a “Grande Morte” porque é considerada a maior extinção em massa da história da Terra. O limite superior do Mesozoico é definido no evento de extinção do Cretáceo-Paleogeno (ou evento de extinção K-Pg), que pode ter sido causado por um impacto de asteroide que criou a cratera de Chicxulub na Península de Iucatã. Perto do Cretáceo Superior, acredita-se que grandes erupções vulcânicas também tenham contribuído para o evento de extinção do Cretáceo-Paleogeno. Aproximadamente 50% de todos os gêneros foram extintos, incluindo todos os dinossauros não-aviários.

#### Triássico
O Triássico vai de 252,17± 0,06 Ma até 201,3 ± 0,2 Ma e é subdividido em três épocas: Triássico Inferior, Triássico Médio e Triássico Superior.
O Triássico Inferior durou de 252,17± 0,06 Ma até 247,2 Ma, foi uma época quente e árida após a extinção do Permiano, devido a extinção os grupos animais eram muito pouco diversos. Os Temnospondyli recuperaram e se diversificaram em grande predadores aquáticos durante o Triássico. Répteis também se diversificaram rapidamente, com répteis aquáticos como os Ichthyosaurus e Sauropterygia se proliferando nos mares. Na terra, aparecerem os primeiros Arcossauros, incluindo os Pseudosuchia (parentes dos crocodilos) e Avemetatarsalia (parentes das aves e dinossauros).

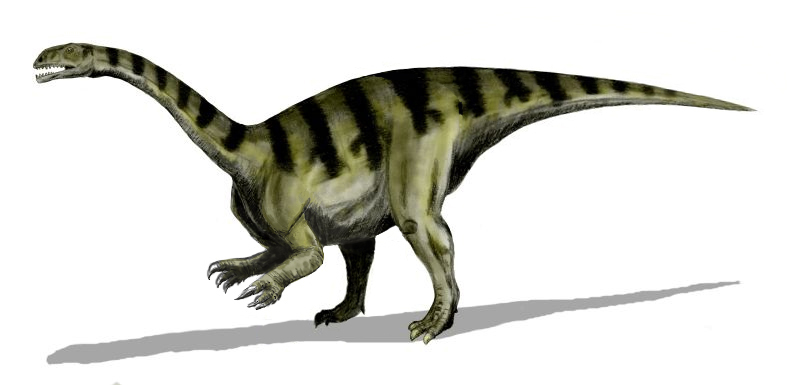
Plateosaurus, um dinossauro antigo sauropodomorfia.

O Triássico Médio vai de 247,2 Ma até 237,0 Ma, durante o qual a Pangeia começou a se quebrar em um processo de rifteamento que se iniciou no norte. Fitoplânctons, Corais e Crustáceos e vários outros invertebrados se recuperaram da extinção do Permiano ao final do Triássico Médio. Enquanto isso, na terra, répteis continuavam a se diversificar, as florestas coníferas prosperavam, assim como os primeiros mosquitos.
O Triássico Superior vai de 237,0 Ma até 201,3 ± 0,2 Ma. Foi uma época quente e árida, com fortes monções e com grande parte das precipitações limitadas a regiões costeiras e de altas latitudes. Os primeiros Dinossauros reais surgiram no Triássico Superior, os Pterossauros evoluíram um pouco depois. Outros répteis grande que poderiam competir com os dinossauros foram dizimados durante a Extinção do Triássico-Jurássico, na qual grande parte dos arcossauros (excluindo os Crocodilomorfos, pterossauros e dinossauros) assim como muito sinapsídeos e quase todos os grande anfíbios foram extintos, além de 34% da vida marinha. A causa da extinção ainda é debatida, mas foi provavelmente resultado de grandes eventos de vulcanismo.

#### Jurássico

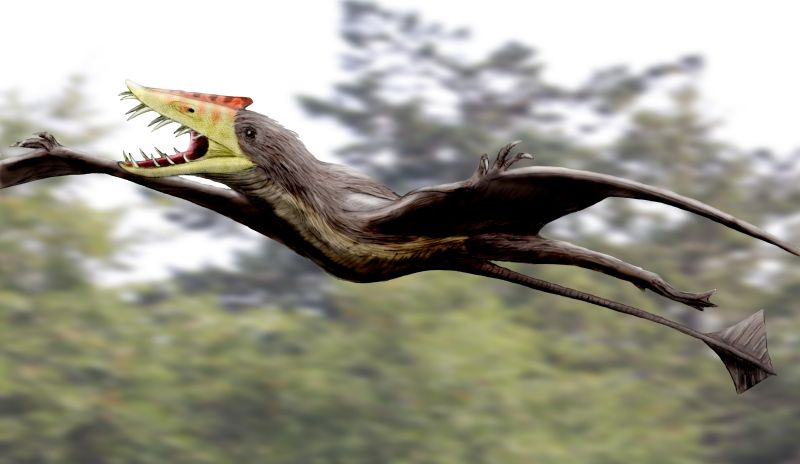
Sericipterus, um pterosauro.

O Jurássico vai de 201,3 ± 0,2 Ma até 145,0 Ma e compreende três épocas: Jurássico Inferior, Jurássico Médio e Jurássico Superior.
O Jurássico Inferior vai de 201,3 ± 0,2 Ma até 174,1 ± 1 Ma. O clima era muito mais úmido do que no Triássico, como resultado o planeta era quente e parcialmente tropical, mas com pequenos intervalos frios. Plesiosaurios, Ichthyosaurus e Amonitas dominavam os mares, enquanto dinossauros e outros répteis dominavam as terras, com espécies como o Dilophosaurus como superpredador. Crocodilomorfos evoluíram para formas aquáticas, levando a quase extinção dos grandes anfíbios. Os mamíferos já estavam presente durante o Jurássico, mas permaneciam pequenos, geralmente pesando menos de 10 quilos até o final do Cretáceo.

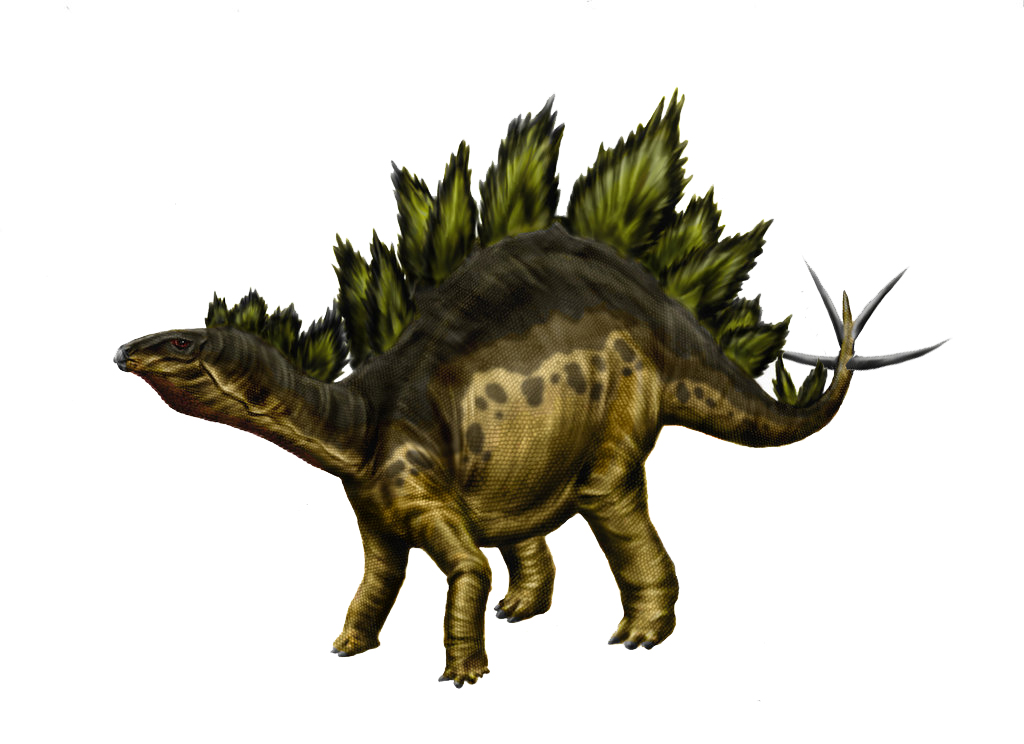
Stegosaurus, um grande dinossauro ornitísquio do Jurássico Superior.

O Jurássico Médio e Superior vão de 174,1 ± 1 Ma até 145,0 Ma. Savanas de coníferas constituíam uma grande porção das florestas do mundo. Nos oceanos, plesiossauros eram muito comuns e os ictiossauros prosperavam. O Jurássico Superior vai de 163,0 Ma até 145,0 Ma, foi marcado por uma severa extinção dos saurópodes nos continentes do norte, junto com vários grupos de ictiossauros. Entretanto, o limite Jurássico-Cretáceo não impactou fortemente a maior parte das formas de vida.

#### Cretáceo

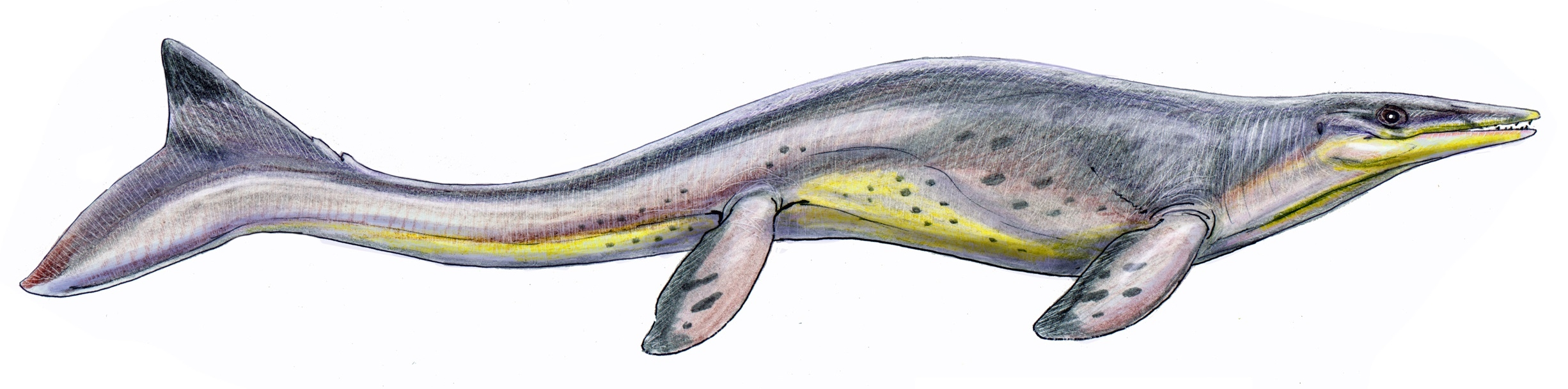
Tylosaurus, um tipo de grandes lagartos marinhos conhecidos como mosassauros.

O Cretáceo é o período mais longo do Fanerozóico e o último período do Mesozóico. Ele vai de 145,0 Ma até 66,0 Ma e é dividido em duas épocas: Cretáceo Inferior e Cretáceo Superior.
O Cretáceo Inferior vai de 145 Ma até 100,5 Ma. Os dinossauros continuaram abundantes, com grupos como os Tyrannosauroidea, Avialae (aves), Marginocephalia e Ornithopoda tendo vislumbres do seu futuro sucesso. Outros tetrápodes, como Estegossauros e ictiossauros sofreram um grande declínio, os saurópodes estavam restritos aos continentes do sul.
O Cretáceo Superior vai de 100,5 Ma até 66,0 Ma, durante essa época começou uma onda de resfriamento que iria continuar até o Cenozóico. Eventualmente, o clima tropical ficou restrito ao equador e áreas além das linhas de trópico, caracterizando climas mais sazonais. Surgiram novas grupos de dinossauros, como Tiranossauros, Ankylosauridae, Triceratops e Hadrosaurus dominando as cadeias alimentares. Se o declínio dos pterossauros tem a ver com irradiação das aves é discutível, entretanto, várias famílias sobreviveram até o final do Cretáceo, junto com novas formas, como os gigantescos Quetzalcoatlus. Mamíferos se diversificaram apesar do seu tamanho diminuto, com Metatheria (marsupiais e semelhantes) e Eutheria (placentários). Nos oceanos, Mosasaurus diversificaram preenchendo os nichos deixados pelos extintos ictiossauros, junto com grandes plesiossauros como o Elasmosaurus. Além disso, surgiram as primeiras plantas com flores. No final do Cretáceo, os Basaltos de Decão e outras erupções vulcânicas estavam envenenando a atmosfera. Um grande meteoro colidiu com a Terra, formando a Cratera de Chicxulub, esse impacto junto com a intensa atividade vulcânica caracterizou a Extinção K-Pg, a quinta e mais recente extinção em massa, na qual 75% de toda a vida na Terra foi extinta, incluindo todos os dinossauros não avianos. Todos os seres com mais de 10 quilos foram extintos, finalizando a grande era dos dinossauros.

## Paleogeografia e tectônica

Representação da geografia física da Terra há 200 milhões de anos, no Triássico, o primeiro período desta era.

Em comparação com a vigorosa construção de montanhas de placas convergentes do final do Paleozoico, a deformação tectônica do Mesozoico foi comparativamente suave. A única grande orogenia mesozoica ocorreu no que hoje é o Ártico, criando a Orogenia dos inuícias, as cordilheiras Brooks, Verkhoyansk, Montes Chersky na Sibéria e as montanhas Khingan na Manchúria.
Esta orogenia estava relacionada com a abertura do Oceano Ártico e a sutura do Norte da China e dos crátons da Sibéria com a Ásia. Em contraste, a era caracterizou-se pela ruptura dramática do supercontinente Pangeia, que gradualmente se dividiu num continente setentrional, Laurásia, e num continente meridional, Gondwana. Isto criou a margem continental passiva que caracteriza a maior parte da costa atlântica (como ao longo da costa leste dos EUA) nos dias de hoje.
No final da era, os continentes tinham-se dividido quase nas suas formas atuais, embora não nas suas posições atuais. A Laurásia tornou-se a América do Norte e a Eurásia, enquanto Gondwana se dividiu em América do Sul, África, Austrália, Antártida e o subcontinente indiano, que colidiu com a placa asiática durante o Cenozoico, dando origem aos Himalaias.

## Clima
O Triássico foi geralmente seco, uma tendência que começou no final do Carbonífero, e altamente sazonal, especialmente no interior da Pangeia. Os baixos níveis do mar também podem ter exacerbado os extremos de temperatura. Com sua alta capacidade de calor específico, a água atua como um reservatório de calor estabilizador de temperatura, e áreas terrestres próximas a grandes corpos d'água — especialmente oceanos — experimentam menos variação de temperatura. Como grande parte da terra da Pangeia estava distante de suas costas, as temperaturas flutuavam muito, e o interior provavelmente incluía desertos expansivos. leitos vermelhos abundantes e evaporitos como halita apoiam essas conclusões, mas algumas evidências sugerem que o clima geralmente seco do Triássico foi pontuado por episódios de aumento de chuvas. Os episódios húmidos mais importantes foram o Evento Pluvial Carniano e um no Reciano, alguns milhões de anos antes do evento de extinção Triássico-Jurássico.
Os níveis do mar começaram a subir durante o Jurássico, provavelmente causados por um aumento na expansão do fundo do mar. A formação de nova crosta abaixo da superfície deslocou as águas do oceano em até divisões de 200 m, criando uma nova linha costeira ao redor do Oceano de Tétis. As temperaturas continuaram a aumentar, depois começaram a se estabilizar. Humidade também aumentou com a proximidade da água, e os desertos recuaram.
O clima do Cretáceo é menos certo e mais amplamente disputado. Provavelmente, acredita-se que níveis mais altos de dióxido de carbono na atmosfera quase eliminaram o gradiente de temperatura norte-sul: as temperaturas eram quase as mesmas em todo o planeta e cerca de 10°C mais altas do que hoje. A circulação de oxigênio para o oceano profundo também pode ter sido interrompida, impedindo a decomposição de grandes volumes de matéria orgânica, que foi eventualmente depositada como "xisto preto".

Diferentes estudos chegaram a conclusões diferentes sobre a quantidade de oxigênio na atmosfera durante diferentes partes do Mesozoico, com alguns concluindo que os níveis de oxigênio eram menores do que o nível atual (cerca de 21%) ao longo do Mesozoico, alguns concluíram que eram mais baixas no Triássico e parte do Jurássico, mas mais altas no Cretáceo, e alguns concluíram que eram mais altas durante a maior parte ou todo o Triássico, Jurássico e Cretáceo.

## Flora

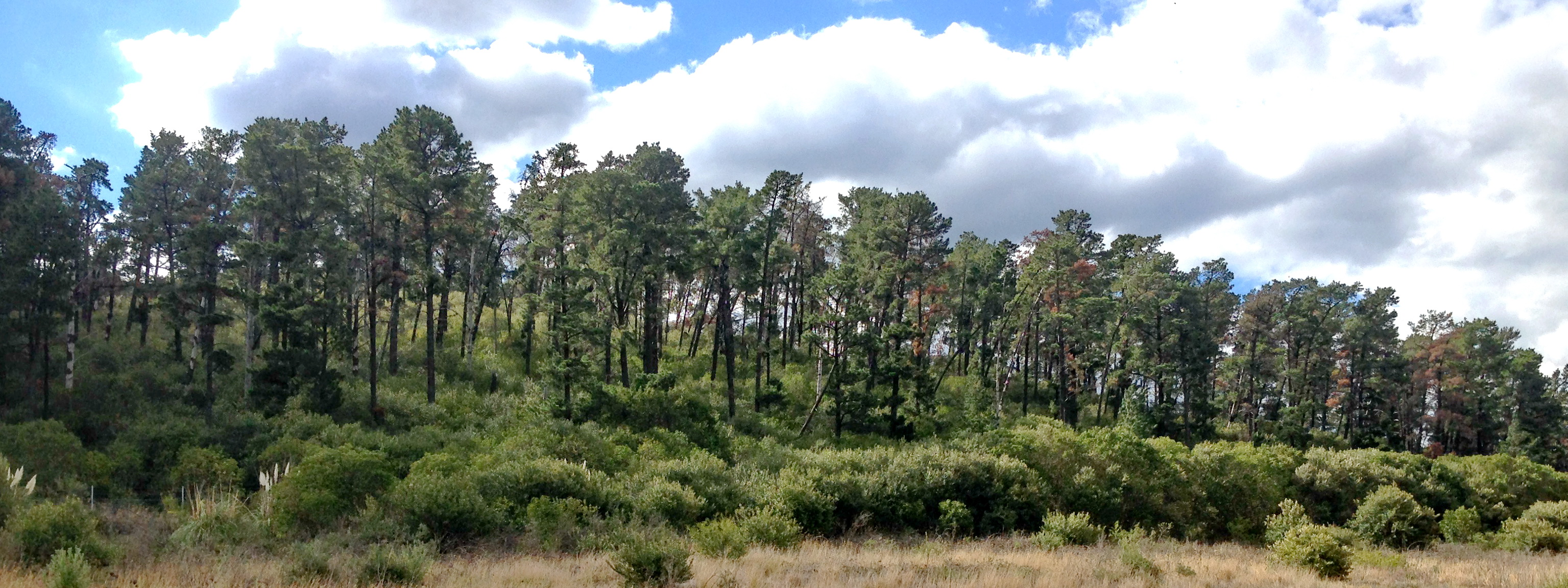
As coníferas foram as plantas terrestres dominantes durante a maior parte do Mesozoico, com as gramíneas se tornando comuns no Cretáceo Superior. As plantas com flores apareceram no final da era, mas não se espalharam até o Cenozoico.

As espécies de plantas terrestres dominantes da época eram as gimnospermas, que são plantas vasculares, com cones e sem flores, como as coníferas que produzem sementes sem revestimento. Isso contrasta com a flora atual da Terra, na qual as plantas terrestres dominantes em termos de número de espécies são as angiospermas. Os primeiros membros do gênero Ginkgo apareceram pela primeira vez durante o Jurássico Médio. Este gênero é representado hoje por uma única espécie, Ginkgo biloba. Grupos modernos de coníferas começaram a irradiar durante o Jurássico. Bennettitales, um grupo extinto de gimnospermas com folhagem superficialmente semelhante à das cicadáceas, ganhou uma distribuição global durante o Triássico Superior e representou um dos grupos mais comuns de plantas com sementes do Mesozoico.
As plantas com flores irradiaram durante o início do Cretáceo, primeiro nos trópicos, mas o gradiente uniforme de temperatura permitiu que se espalhassem em direção aos polos ao longo do período. No final do Cretáceo, as angiospermas dominavam as floras arbóreas em muitas áreas, embora algumas evidências sugiram que a biomassa ainda era dominada por cicadáceas e fetos até depois da extinção do Cretáceo-Paleogeno. Algumas espécies de plantas tinham distribuições que eram marcadamente diferentes dos períodos seguintes; por exemplo, as Schizeales, uma ordem de samambaias, foram distorcidas para o Hemisfério Norte no Mesozoico, mas agora estão melhor representadas no hemisfério sul.

## Fauna

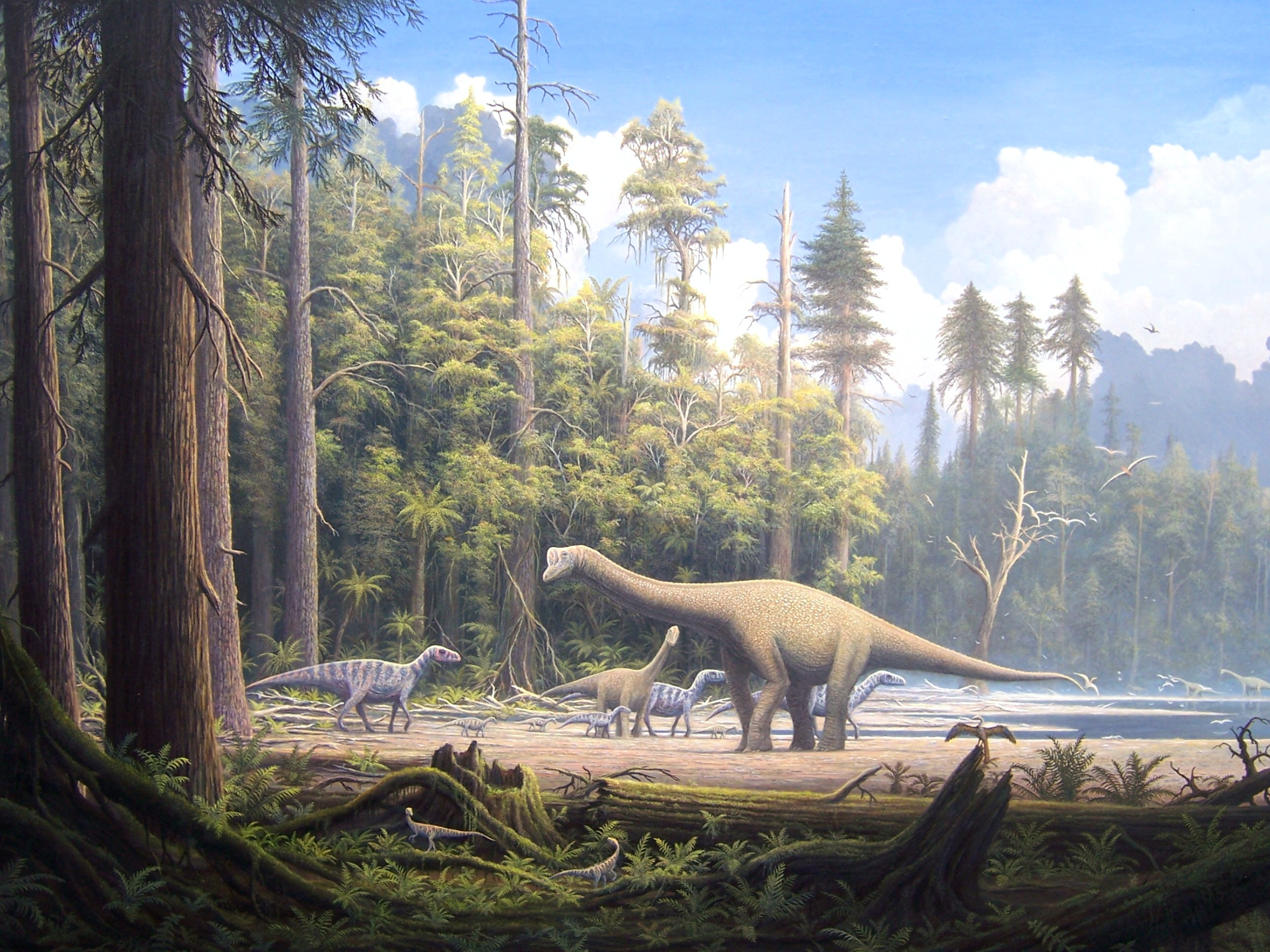
Os dinossauros foram os vertebrados terrestres dominantes durante grande parte do Mesozoico.

A extinção de quase todas as espécies animais no final do Período Permiano permitiu a radiação de muitas novas formas de vida. Em particular, a extinção dos grandes pareiasauros herbívoros e gorgonopsianos carnívoros deixou esses nichos ecológicos vazios. Alguns foram preenchidos pelos cinodontes e dicinodontes sobreviventes, os últimos dos quais posteriormente se extinguiram.
Pesquisas recentes indicam que levou muito mais tempo para o restabelecimento de ecossistemas complexos com alta biodiversidade, teias alimentares complexas e animais especializados em uma variedade de nichos, começando em meados do Triássico, 4 milhões a 6 milhões de anos após a extinção, e não proliferando totalmente até 30 milhões de anos após a extinção. A vida animal foi então dominada por vários arcossauros: dinossauros, pterossauros e répteis aquáticos, como ictiossauros, plesiossauros e mosassauros.
As mudanças climáticas do final do Jurássico e do Cretáceo favoreceram ainda mais a radiação adaptativa. O Jurássico foi o auge da diversidade dos arcossauros, e as primeiras aves e mamíferos eutérios também apareceram. Alguns argumentaram que os insetos se diversificaram em simbiose com angiospermas, porque a anatomia dos insetos, especialmente as partes bucais, parece particularmente adequada para plantas com flores. No entanto, todas as principais partes bucais dos insetos precederam as angiospermas, e a diversificação dos insetos na verdade desacelerou quando elas chegaram, então sua anatomia originalmente deve ter sido adequada para algum outro propósito.

## Microbiota
No alvorecer do Mesozoico, as comunidades de plâncton oceânico passaram de comunidades dominadas por arqueplastídeos verdes para comunidades dominadas por algas endossimbióticas com plastídios derivados de algas vermelhas. Especula-se que essa transição tenha sido causada por uma crescente escassez de muitos metais traço no oceano Mesozoico.